# Agromyza lucida
Agromyza lucida este o specie de muște din genul Agromyza, familia Agromyzidae, descrisă de Friedrich Georg Hendel în anul 1920. Conform Catalogue of Life specia Agromyza lucida nu are subspecii cunoscute.